# Koinon
Koinon (Oudgrieks: κοινόν; gemeenschap, bond) is in het oude Griekenland een politieke organisatievorm. Het gaat hier of om een aaneensluiting van onafhankelijke poleis of om ethne in afgelegenere gebieden, waar de polis niet de overheersende vorm van samenleven was. Ten slotte betekent koinon menigmaal ook een gemeenschap, die op de een of andere manier deelnam aan het politieke leven, en zeker in het bijzonder dan, wanneer het niet om burgers van een polis ging. Zo was er bijvoorbeeld een "koinon van de Makedoniërs" (Κοινὸν Μακεδόνων). Dit was de gemeenschap van de vrije Makedoniërs, die in de staat tegenover de monarchen stonden en, naargelang de machtverhoudingen, meer of minder invloed op de politiek konden hebben, bijvoorbeeld, wanneer ze door de koning voor een volksvergadering werden bijeengeroepen.
Een aaneensluiting van meerdere poleis in een bond werd meestal gevormd uit vrees voor buitenlandse bedreigingen. Het koinon was dus net zoals de - in de tijd beperkte - symmachia in de eerste plaats een militair verbond. Een scherpe aflijning tussen symmachia en koinon is echter niet mogelijk. In een koinon waren de leden eerder gelijkwaardig en de vereniging had daardoor ook een multilateraal karakter, waar de symmachiai meestal rond een sterke polis werden gevormd en haar leden door afzonderlijke bilaterale verdragen aan de hegemoon gebonden waren.
Ter stabilisering van de bond zowel intern als extern stonden de autonome leden van het koinon naast de verdediging andere functies af aan de bond, bijvoorbeeld het zenden van een gemeenschappelijk gezantschap. Het koinon diende ook te bemiddelen in ruzies tussen de leden en daarmee zorgen voor vredesbewaring. Om zich ervan te vergewissen dat de aldus geschapen gemeenschap zou blijven, werden gemeenschappelijke cultische handelingen ingesteld. In Dodona bijvoorbeeld traden het koinon van de Epiroten maar ook ander bonden met gemeenschappelijke vragen aan het orakel alsook met gemeenschappelijke offers en weigeschenken naar voor. Of er werd zelfs een gemeenschappelijk Grieks heiligdom opgericht. Beroemd is het Panionion van de Ionische Twaalfstedenbond in Klein-Azië.
Om op langere termijn te kunnen werken, moest een minimum aan transpolitale (boven de poleis staande) instellingen voor het koinon worden opgericht. Altijd had men een synedrion, dat bestond uit afgevaardigden van alle lidstaten. In het geval van oorlog had men een of meerdere strategoi, die de geallieerde troepen aanvoerden. Menige bond had ook een gemeenschappelijke schatkist en daarvoor dan ook ambtenaren om deze te beheren. Hoe ver de bevoegdheden van de instellingen van het koinon gingen, was zeer verschillend tussen de koina onderling. Precieze gegevens kunnen we niet opmaken uit de vaak fragmentarische bronnen.
Het aantal van de tot een koinon behorende poleis was, zoals ook de duur van het bondgenootschap, zeer verschillend van koinon tot koinon. De reeds eerder vermelde Ionische Bond bestond uit twaalf poleis en bestond meer dan 200 jaar, wat aantoont hoe stabiel ze wel was. De Aetolische en Achaeïsche Bond bestonden zonder onderbreking evenwel rond de 130 jaar, maar wel met wisselende leden.
In Epirus en de aangrenzende Illyrische gebieden had men een reeks koina die zich rond een of meerdere stammen (ethnos) met elkaar verenigden. Onder leiding van de Molossiërs werd in de 4e eeuw v.Chr. het Κοινὸν τῶν Μολοσσῶν opgericht, dat eerst tien en later vijftien stammen omvatte. Hegemoon van deze koinon waren de Molossische koningen, hoewel het koinon toch ook onafhankelijk van de koning kon ageren. In tegenstelling tot de andere genoemde bonden had men bij de Epiroten geen autonome poleis als leden. De steden regelden wel degelijk hun interne aangelegenheden zelf, maar naar buiten uit werden zie door het koinon van de stammen vertegenwoordigd. De na het afschaffen van de monarchie (231 v.Chr.) nieuw opgerichte Epirotische Bond omvatte minstens twaalf stammen, waarvan verscheiden op hun beurt intern als koinon waren georganiseerd, zoals de Chaoniërs en de Thesproten.

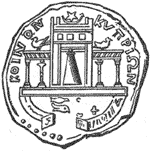
Cypriotische munt van Caracalla met de tempel van Aphrodite te Paphos afgebeeld met binnenin de beroemde kegel. Het opschrift leest.

In de Romeinse tijd wordt met koinon de aaneensluiting van steden in de oosterse provinciae bedoeld, die in een provinciale vergadering bijeenkomen (bijvoorbeeld in Asia onder leiding van de Asiarchen). De hoofdopdracht van deze latere koina was de keizercultus. Ze fungeerden echter ook als vertegenwoordiging van de provincia bij de keizer en de senaat. Zo werd de hellenistische Κοινὸν τῶν Κυπρίων, met zetel in Palaepaphos, die zich reeds bezighield met het organiseren van de culten op Cyprus in de Romeinse tijd verantwoordelijk voor de keizercultus en het slaan van bronzen munten.